# Alfred Ohlsson
Johan Edvard Alfred Ohlsson (i riksdagen kallad Ohlsson i Halmstad), född 10 november 1850 i Stockholm, död 4 januari 1910 i Halmstad, var en svensk adjunkt och politiker (liberal).

Alfred Ohlsson var läroverkslärare i Stockholm och Göteborg innan han 1882 blev adjunkt vid högre allmänna läroverket i Halmstad 1882. Han var också lokalpolitiker i Halmstad, bland annat som stadsfullmäktiges vice ordförande 1898–1900 och riksdagsledamot i andra kammaren 1903–1905 för Halmstads stads valkrets. Som kandidat för Frisinnade landsföreningen tillhörde han dess riksdagsparti Liberala samlingspartiet. I riksdagen var han bland annat suppleant i 1903 års särskilda utskott. Han engagerade sig bland annat i fattigvårdsfrågor, till exempel mot systemet med bortauktionering av fattighjon och skrev fyra egna motioner om åtgärder mot bortauktionering av fattighjon och om inspektion av kommunala fattigvården. Två motioner gällde sjukkassors ställning vid arbetsgivares  konkurs.

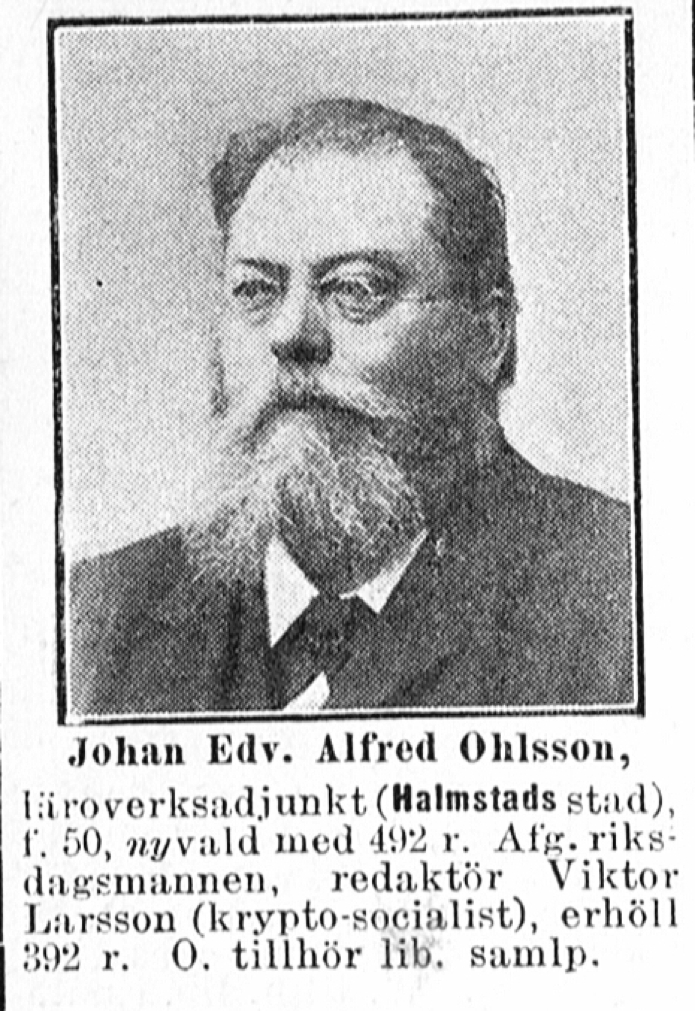
1903 års riksdag